# Susitna North
Susitna North es un lugar designado por el censo ubicado en el borough de Matanuska-Susitna en el estado estadounidense de Alaska. Antes del censo del año 2000 era conocido como Y. En el Censo de 2010 tenía una población de 1260 habitantes y una densidad poblacional de 1,75 personas por km².

## Geografía
Susitna North se encuentra en las coordenadas 62°9′8″N 149°44′4″O / 62.15222, -149.73444. Según la Oficina del Censo de los Estados Unidos, Susitna North tiene una superficie total de 717.96 km², de la cual 714.2 km² corresponden a tierra firme y (0.52%) 3.75 km² es agua.

## Demografía
Según el censo de 2010, había 1260 personas residiendo en Susitna North. La densidad de población era de 1,75 hab./km². De los 1260 habitantes, Susitna North estaba compuesto por el 87.54% blancos, el 0.32% eran afroamericanos, el 5.32% eran amerindios, el 0.71% eran asiáticos, el 0% eran isleños del Pacífico, el 0.79% eran de otras razas y el 5.32% pertenecían a dos o más razas. Del total de la población el 2.7% eran hispanos o latinos de cualquier raza.

## Localidades vecinas
El siguiente diagrama representa las  localidades vecinas en un radio de 56 km alrededor de Y. 